# Спорт в Липецке

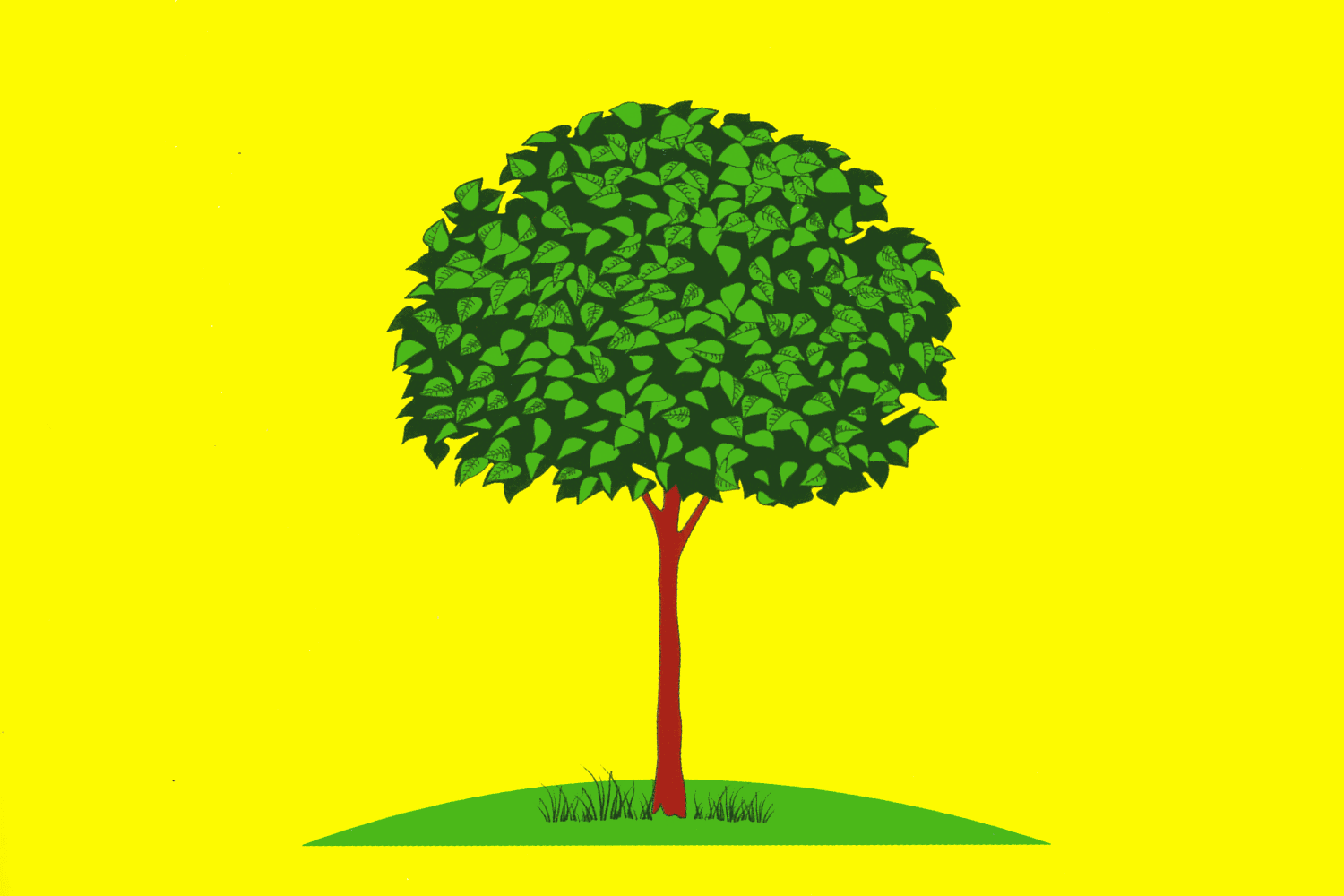
Флаг Липецка

Спорт в Липецке весьма развит. Расцвет липецкого футбола, хоккея и волейбола пришёлся на конец 1990-х годов, однако в 2000-х ФК «Металлург» и ХК «Липецк» были на краю банкротства, а воллейбольный клуб «Стинол» (ныне «Индезит») не смог удержать своих воспитанниц, и они ушли в более в именитые клубы. В результате «Металлург» и ХК «Липецк» выбыли из своих дивизионов, а «Индезит» был всё ближе к зоне вылета. В конце 2008 года сразу три крупнейших спортивных клуба города («Металлург», МФК «Липецк» и «Индезит») не имели достаточного финансирования.
На пекинской Олимпиаде Людмила Литвинова выиграла первую для Липецка олимпийскую медаль.

## Футбол

### ФК «Металлург»
Основан в 1957 году. Наивысшее достижение — 2-е место в первом дивизионе (1997), в Кубке России: 1999/2000 — 1/4 финала. Стадион — «Металлург».

## Хоккей

### ХК «Липецк»
Основан в 1979 году. Турнир — Высшая лига. Наивысшее достижение — 11-е место в Суперлиге. Арена — ДС «Звездный»
Расцвет ХК «Липецк» пришёлся на вторую половину 1990-х, когда клуб добился права играть в Суперлиге. Уже в дебютном сезоне команда попала в плей-офф, но проиграла тольяттинской «Ладе». Затем был вылет из Суперлиги и долгая игра в Высшей лиге. В 2006 году, несмотря на удачное выступление и попадание в плей-офф, клуб отказался от участия по финансовым причинам и опустился в Первую лигу.

## Волейбол

### ВК «Индезит»
Основан в 1994. Турнир — Высшая лига «А». Наивысшее достижение — 4-е место в женской волейбольной суперлиге. Главный тренер — Геннадий Александрович. Капитан — Екатерина Кусиньш. Стадионы — Спортивный комплекс Липецкого государственного технического университета, филиал спорткомплекса «Спартак».
Основан на базе Липецкого медицинского училища. В 1995 году команда играла в первенствах города и области, выступив там успешно. Было решено участвовать во второй лиге чемпионата России. В сентябре 1995 года был создан волейбольный клуб «Магия», который в короткий срок попал в суперлигу. Там команда выступала хорошо, заняв в двух своих дебютных сезонах 5-е и 7-е место. Но самым успешным стал сезон 2000\01. «Магия» была переименована в «Стинол», удачно выступила в чемпионате, попав в Еврокубки. В Кубке Европейской конфедерации волейбола «Стинол» дошёл до четвертьфинала. В сезон 2008/09 команда вступила с новым названием — ВК «Индезит». В 2010 команда заняла последнее место в суперлиге и покинула элитный дивизион российского женского волейбола. С сезона 2010/11 выступает в высшей лиге «А» чемпионата России.
В 2006 году сразу четыре воспитанницы клуба (Мария Брунцева, Светлана Крючкова, Мария Бородакова и Юлия Меркулова) стали чемпионками мира в составе женской сборной России по волейболу. В 2010 российская национальная команда вновь завоевала «золото» мирового первенства, а в её составе вновь играли Крючкова, Меркулова и Борисенко (Бородакова), ставшие двукратными чемпионками мира. Кроме них, победительницей чемпионата мира стала ещё одна воспитанница клуба — Вера Улякина.

## Мини-футбол

Эмблема МФК «Липецк»

### МФК «Липецк»
Основан в 2002 году. Турнир — Высшая лига. Наивысшее достижение — 9-место в Суперлиге. Главный тренер — Игорь Лысенко. Капитан — Александр Сивец. Спортзал — Спортивный комплекс Липецкого государственного технического университета.
С момента своего основания МФК «Липецк» проделал путь от команды, ОАО «Липецкцемент», до клуба мини-футбольной Суперлиги, куда он попал в 2006 году. В сезонах 2006\07 и 2007\08, команда заняла соответственно 10-е и 9-е места.

## Баскетбол

### БК «Липецк»
Основан в 1999 году. Турнир — Высшая Лига А. Наивысшее достижение — 11-е место в Высшей Лиге А. Главный тренер — Павел Брыкалов. Стадион — ДС «Динамо».
Основан на базе студенческой команды. С сезона 1999\00 БК «Липецк» выступает на региональном уровне. Трудностей у команды не возникало, и она вскоре попала в Высшую Лигу А, где играет и сейчас.

## Плавание
Спортивные водные станции для плавания в Липецке строились с 1945 года. После спартакиады СССР 1956 года в Липецке была создана спортивная школа с отделением плавания. В конце 1960-х годов построены первые круглогодично работающие бассейны и созданы ДЮСШ при них. В 1967 году создана Федерация плавания Липецкой области.
С 1960-х годов в Липецке действует клуб зимнего плавания «Липецкий Клуб Моржей» имени И. В. Франценюка.

### Известные пловцы
Владимир Дятчин
Родился 14 октября 1982. Дистанция — 10 км на открытой воде.
Знаменитый пловец, двукратный чемпион мира, чемпион Европы. Заслуженный мастер спорта России. В 2007 году был признан Лучшим пловцом на открытой воде в мире.
Участвовал в Олимпиаде-2008, но был дисквалифицирован за удар соперника.
Наталья Панкина
Родилась 5 апреля 1983. Дистанция — 25 км на открытой воде.
Известная пловчиха, обладательница Кубка мира 2008. Первая россиянка, покорившая Ла-Манш. Дважды серебряная и один раз бронзовая медалистка Чемпионата Европы по плаванию.

## Автоспорт

Городская гоночная трасса RTCC

- 2-3 октября 2010 г. в Липецке проходил финальный этап профессиональней гоночной серии Russian Touring Car Championship (RTCC)

по Чемпионату и Кубку России.
Городская трасса «Липецкий подъём» проходила по улицам : ул. Первомайская, ул. Карла Маркса (Стартовая прямая), Петровский пр-д, ул. Зегеля, ул. Интернациональная, ул. Саперная, ул. Плеханова, ул. Советская, пер. Литаврина.
- 24-25 сентября 2011 6 этап Russian Touring Car Championship (RTCC) — профессиональный кузовной чемпионат по автомобильным кольцевым гонкам. Статус соревнований — чемпионат России, Кубок России на Городской трассе «Липецкий подъём»

отменен — По не зависящим от организаторов RTCC причинам.

## Велосипедный и лыжный спорт
Спортивная школа № 7 Липецка проводит обучение по лыжным гонкам и велоспорту-маунтинбайк. В Студёновском карьере оборудован байк-парк, в 2024 году в нём прошёл Чемпионат России среди любителей по кросс-кантрм памяти Максима Раилко — липецкого велотренера и энтузиаста МТБ-спорта, погибшего в ДТП весной 2024 года.

## Стендовая стрельба

### Виталий Фокеев
Родился 15 февраля 1974 года в Ростове-на-Дону.
Уроженец Ростова, представляющий Липецк. Неоднократный чемпион России. Чемпион мира 2006. Победитель Кубка мира 2006. Лучший стрелок мира 2006, по мнению журналистов.
Участник Олимпийских игр в Афинах и Пекине.

## Лёгкая атлетика
В Липецке регулярно проводятся беговые марафоны и полумарафоны, соревнования по триатлону.

### Известные атлеты
Людмила Литвинова
Родилась 8 июня 1985. Дистанция — 400 м.
Известная российская легкоатлетка. Участница пекинской Олимпиады в составе эстафетной команды на дистанции 4×400 м. Обладательница первой олимпийской медали в истории Липецка.
Максим Мокроусов
Родился 4 октября 1983. Дистанция — 100 м.
Российский легкоатлет. Выступает в составе эстафетной команды на дистанции 4×100 м. Выступал на чемпионате Европы и Кубке мира.

## Единоборства
В 2002 году в Липецке прошёл Чемпионат мира среди профессионалов по кикбоксингу. В категории до 72,5 кг победителем стал уроженец Липецка Д. А. Лиходумов.

## Спортивные сооружения

### Стадион «Металлург»
Вместительность — 14 830 чел. Домашний стадион ФК ФК «Металлург» Липецк. Адрес — г. Липецк, Первомайская ул., 59.

### ДС «Звездный»
Вместительность — 1 900 чел. Домашний стадион ХК «Липецк». Адрес — г. Липецк, ул. Терешковой, 13.

### Спортивный комплекс Липецкого государственного технического университета
Вместительность — 790 чел. Домашний стадион ВК «Индезит» и МФК «Липецк». Адрес — г. Липецк, Московская ул., 30.

### Стрельбище «Липецкий металлург»
Стрельбище СК «Липецкий металлург». Расположено в районе Силикатных озёр.

### Бассейны
В городе действуют 7 25-метровых бассейнов: «Спартак», «Нептун», ФОК «Пламя», «Сокол»,СК ЛГТУ, «Лидер», «Оранж». Ведётся строительство 50-метрового бассейна в Молодёжном парке и 25-метрового в пос. Матырский.
С 1960-х годов на берегу реки Воронеж действует база Липецкого клуба моржей.

## Спортивная пресса в Липецке

### «Липецкая спортивная газета»
Еженедельник издательского дома «Липецкая газета». Единственное спортивное издание Липецка. Выходит по средам. Тираж — 5490 экз. Главный редактор — Евгений Арутюнов.